# Hernán Villalba
Raúl Hernán Villalba (Rosario, Provincia de Santa Fe, Argentina, 9 de febrero de 1989) es un futbolista argentino nacionalizado paraguayo. Juega como mediocampista central en Alianza Deportiva (Fuentes, Santa fe, Argentina) de la Liga Casildense de Futbol.

## Trayectoria
Se inició en Juan XXIII de la Liga Rosarina de Fútbol, llegó a las inferiores de Newell’s con 13 años.
Porta el dorsal 33, debutó en primera división en 2009 (siendo su DT Roberto Sensini), en un partido correspondiente a la 11.ª fecha del torneo frente al Chacarita Juniors.[cita requerida]
Llegó a disputar un Partido con la Selección Paraguaya, en noviembre el 13 de noviembre de 2015, contra Perú.

## Clubes
|  | Club                        | País      | Año               |
|  | --------------------------- | --------- | ----------------- |
|  | Newell's Old Boys           | Argentina | 2009 -2016        |
|  | Olimpia                     | Paraguay  | 2016 - 2017       |
|  | Club Agropecuario Argentino | Argentina | 2017 - Actualidad |

## Palmarés

### Torneos nacionales
| Título           | Club              | País      | Año    |
| ---------------- | ----------------- | --------- | ------ |
| Primera División | Newell's Old Boys | Argentina | F-2013 |